# Vilsberg
Vilsberg (deutsch Wilsberg) ist eine französische Gemeinde mit 347 Einwohnern (Stand 1. Januar 2022) im Département Moselle in der Region Grand Est (bis 2015 Lothringen). Sie gehört zum Arrondissement Sarrebourg-Château-Salins und zum Kanton Phalsbourg.

## Geografie
Vilsberg liegt etwa 17 Kilometer östlich von Sarrebourg und fünf Kilometer nordwestlich der Zaberner Steige am Nordwestrand der Vogesen auf einer Höhe zwischen 200 und 316 m über dem Meeresspiegel, die mittlere Höhe beträgt 273 m. Das Gemeindegebiet umfasst 5 km².
Zur Gemeinde Vilsberg gehören die Weiler Grand Pont (Hochbruck) und Guérberhoff (Gerbhof).

## Geschichte
Der Ort gehörte ab 1661 zu Frankreich, wurde dann durch den Frieden von Frankfurt 1871 deutsch und nach dem Ersten Weltkrieg wieder französisch. Auch in der Zeit des Zweiten Weltkriegs war die Region wieder unter deutscher Verwaltung.

### Bevölkerungsentwicklung

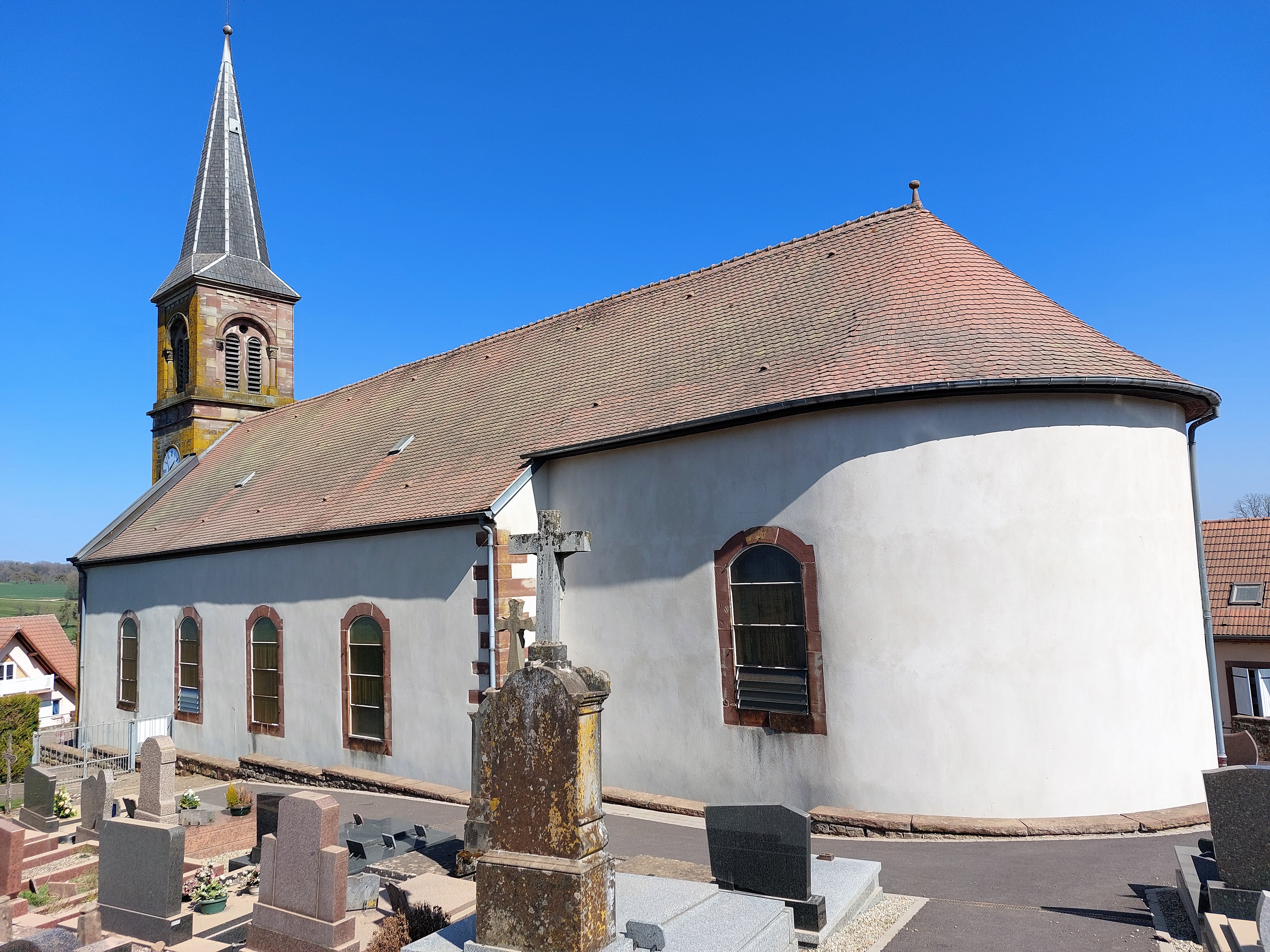
Kirche Saint-Charles

| Jahr      | 1962 | 1968 | 1975 | 1982 | 1990 | 1999 | 2007 | 2019 |
| Einwohner | 394  | 375  | 376  | 363  | 388  | 379  | 381  | 346  |